# Pranciškus Juškevičius
Pranciškus Juškevičius (* 2. Januar 1942 in Burniai, Rajongemeinde Telšiai; † 8. Oktober 2014 in Vilnius) war ein litauischer Ingenieur, Professor, Politiker und Vizeminister.

## Leben
Nach dem Abitur an der Mittelschule Telšiai absolvierte Juškevičius 1965 das Diplomstudium am Politechnikos institutas in Kaunas. Danach promovierte er und 2003 habilitierte er sich in Technologie. Von 1968 bis 1970 lehrte er am Kauno politechnikos institutas und ab 1971 am Vilniaus inžinerinis statybos institutas. Von 1990 bis 1994 war er Prorektor von Vilniaus Gedimino technikos universitetas. Von 1998 bis 1999 war er stellvertretender Umweltminister Litauens.

## Bibliografie
- Inžinerinis miesto teritorijos įrengimas ir tvarkymas, su kitais, d. 2, 1975
- Garažai ir stovėjimo aikštelės, su kitais, 1984, russisch
- Kaimo gyventojų susisiekimas, 1989, russisch
- Miestų susisiekimo sistemos, 1993
- Miestų susisiekimo sistemų planavimas, 1995
- Miestotvarka, su kitais, 2000, elektroninis leidinys
- Miestotvarka, su kitais, 2003
- Miestų planavimas, 2003